# Olegario Barrera
Olegario Barrera Monteverde (El Hierro, 1947), es un cineasta Hispanovenezolano.

## Biografía
Barrera nació en la isla de El Hierro, Canarias, España, e inmigró a Caracas, Venezuela a los 9 años junto con su familia.
En 1976 produjo Fiebre de Alfredo J. Anzola. Posteriormente, en 1980 realiza el cortometraje El monstruo de un millón de cabezas producido por Cine Qua Non y distribuido por Cine Seis Ocho, la productora de Alfredo J. Anzola.
En 1985 dirige Pequeña revancha, que narra la historia de un niño de doce años enfrentado a los abusos de los militares. Con esta película es nominado a los Premios Goya.
Luego participaría en la producción de Macu, la mujer del policía (1987), de Solveig Hoogesteijn. Más tarde dirigirá Un domingo feliz (1988), con argumento y guion de Gabriel García Márquez, Fin de round (1992), Una abuela virgen (2007), El manzano azul (2012), entre otros.

## Legado
Pequeña revancha fue votada como una de las mejores 50 películas del cine venezolano en una encuesta hecha por la Cinemateca Nacional. También forma parte de una de las 15 películas consideradas patrimonio cinematográfico de Venezuela por la UNESCO, e incluida en el Programa Memoria del Mundo.

## Filmografía
- Pequeña revancha, 1985
- Operación billete, 1987
- Amores Difíciles, 1988
- Un domingo feliz, 1988
- Fin del round, 1992
- Una abuela virgen, 2007
- El manzano azul, 2012